# San Pedro Mezcalapa
San Pedro Mezcalapa är en ort i Mexiko.   Den ligger i kommunen Minatitlán och delstaten Veracruz, i den sydöstra delen av landet, 500 km öster om huvudstaden Mexico City. San Pedro Mezcalapa ligger 30 meter över havet och antalet invånare är 328.
Terrängen runt San Pedro Mezcalapa är platt. Runt San Pedro Mezcalapa är det ganska glesbefolkat, med 30 invånare per kvadratkilometer. Närmaste större samhälle är Cuichapa, 5,9 km nordost om San Pedro Mezcalapa. Omgivningarna runt San Pedro Mezcalapa är en mosaik av jordbruksmark och naturlig växtlighet.